# Fontcoberta (Queixàs)
Fontcoberta, Fontcouverte en francès, és un poble d'hàbitat dispers del terme comunal de Queixàs, a la comarca del Rosselló, de la Catalunya del Nord.
Està situat en el sector meridional del terç septentrional del terme comunal al qual pertany, a prop i al nord del Veïnat de l'Escola i del Veïnat d'en Llença. És en el vessant oriental del Coll de l'Orri, a l'indret on neix la Ribera de Fontcoberta, un dels afluents per l'esquerra de la Cantarana.
La seva església, Santa Maria de Fontcoberta, està situada uns 650 metres en línia recta al nord del poble, separada d'ell per una carena.

## Història
L'església del lloc i el topònim Fons cooperta són esmentats ja al 942, en ocasió d'una permuta feta pel bisbe Guadall d'Elna. L'església parroquial, dedicada a Santa Maria, domina el poble des d'una posició enlairada al nord, a la carena que separa la vall de les Illes de la de Fontcoberta (42° 36′ 10″ N, 2° 39′ 24″ E / 42.60278°N,2.65667°E). És preromànica, de nau única coberta amb volta i absis rectangular, per bé que amb importants modificacions romàniques. El campanar és d'espadanya. Com a mobiliari a destacar té una marededéu del segle xvii. No gaire lluny, en direcció a Sant Miquel de Llotes hi ha la font coberta que dona nom al llogaret.
Al veí Mas Vicenç (42° 36′ 7″ N, 2° 39′ 42″ E / 42.60194°N,2.66167°E) hi hagué una petita explotació minera que a començaments del segle XX es dedicà a l'extracció de plom i coure.